# Les Amitiés Spirituelles
Les Amitiés Spirituelles werd opgericht door Paul Sédir (Yvon Le Loup) in 1920.

## Geschiedenis
Sédir begon zijn studie in het occultisme bij Papus (Gérard Encausse). Zijn ontmoeting met Maître Philippe, een spiritueel genezer en geestelijk leraar uit Lyon, bracht een grote verandering in zijn leven. Hij zocht naar symbolische en esoterische thema’s binnen het christendom.
Sédir kende slechts één leer: houden van de medemens en zoeken naar het Rijk van God. Hij stelde zijn hele leven ten dienste van God. Hij werd een Getuige van Christus en een Boodschapper van het evangelie.
Hij schaarde vele sympathisanten om zich heen, zowel in Frankrijk als in het buitenland. Om contact te houden met deze mensen van goede wil, verscheen in februari 1919 het eerste nummer van de Bulletin des Amitiés Spirituelles.
Een jaar later, in 1920, werd de vereniging Les Amitiés Spirituelles, volgens de wet, opgericht. In de officiële kranten stond vermeld: Les Amitiés Spirituelles, een christelijke vereniging, vrij en menslievend.

## Huidige vereniging
De vereniging groepeert mensen van goede wil, ongeacht hun godsdienstige overtuiging of nationaliteit.
Ze respecteren alle sociale en religieuze levensvisies en bekritiseren geen enkele overtuiging.
Ze beschouwen Christus als enige Meester van het Innerlijke Leven. Het evangelie is de echte wet voor alle volkeren.
Ze zijn ervan overtuigd dat uit de spirituele en morele ontwikkeling van elk individu een collectieve evolutie zal ontstaan. Jezus Christus, zoon van God, is op de wereld gekomen om iedereen de weg naar een spirituele ontplooiing te tonen. 
Het ideaal van de leden is de menselijke geest voor te bereiden om het Goddelijk Licht te ontvangen. Zij beloven om alles in het werk te stellen anderen daarbij te helpen.  
Voor de leden van Les Amitiés Spitituelles is het gebed, liefdevol, eerlijk, eenvoudig en vol vertrouwen gericht aan God, de essentie van hun overtuiging.